# Villeneuve-la-Garenne
Villeneuve-la-Garenne település Franciaországban, Hauts-de-Seine megyében. Lakosainak száma 25 566 fő (2022. január 1.). Villeneuve-la-Garenne Gennevilliers és L’Île-Saint-Denis községekkel határos.

## Népesség
A település népessége az elmúlt években az alábbi módon változott:
| Lakosok száma | 25 466 | 24 433 | 24 375 | 23 771 | 24 023 | 24 097 | 24 592 | 25 371 | 25 566 |
|               | 2013   | 2015   | 2016   | 2017   | 2018   | 2019   | 2020   | 2021   | 2022   |